# Gallai Rezső (korrekorder)
Gallai Rezső, Galajda Rezső (Szombathely, 1904. január 29. – Győr, 2014. szeptember 25.) 2010-től 2014-ig Magyarország legidősebb férfi állampolgára volt.

## Élete
Galajda Terézia, galvácsi születésű házi cseléd és egy ügyvédbojtár törvénytelen szerelemgyermekeként született 1904. január 29-én 3 órakor Szombathelyen, ahová édesanyja Miskolcról költözött. Édesanyjáék Bécsbe mentek tovább, Rezső pedig lelencházba került, majd onnan Pápára nevelőszülőkhöz. Erre csupán tizennyolc éves korában derült fény. Az első világháború idején nevelőapját behívták katonai szolgálatra, nevelőanyja pedig nem tudott gondoskodni róla, ezért Veszprémbe vitték nevelőotthonba.
Ezután előbb Alagon lovászfiú, majd később zsoké lett. Egy bécsi futam során 1924-ben parancsra buktatott fel egy másik lovast, amit viszont a versenybíróság észrevett, ezért megfosztotta első helyezésétől, és a versenyzéstől is végleg eltiltotta. Bécsből hazagyalogolt Pápára, majd munkát keresett. Előbb suszterinasként kezdett dolgozni, de nem tudta megszeretni ezt a szakmát a túlórák és amiatt, hogy sokszor véresre dolgozta a kezeit.
1926-ban Győrbe ment, ahol a karmeliták templomában fohászkodott Istenhez, hogy segítse őt munkához jutni. Győr-Révfaluban egy ház építésénél a tulajdonosnál jelentkezni akart a házmesteri állásra, aki, amikor megtudta a nevét, őt választotta a pozícióra, ugyanis egyik helyi lapban olvasta egy cikkét. Később a ház egy lakója, egy folyammérnök révén jutott segédtiszti álláshoz. 1936-ban Galajda családi nevét Gallaira változtatta.
Az 1930-as évek végén bevonult katonának, a megszálló csapatokkal egészen Brjanszkig jutott el. A győri folyammérnökség jogutódjától, a vízügyi igazgatóságtól vonult nyugdíjba, ahol a tervezési osztályon állt alkalmazásban, azonban még egészen 94 éves koráig járt vissza dolgozni.
Kétszer kötött házasságot, az elsőt 1928-ban, két gyermek édesapja. 2010-ben, 106 esztendős korában vonult be egy győri idősek otthonába.
2006-ban jelent meg az Embermesék című könyv, amelyet társszerzőként jegyez Harcsás Judittal. A könyv megjelenésekor Gallai 102 esztendős volt, így ekkor a legidősebb aktív írók közé tartozott.